# نکاح مخادنه
نکاح مُخادنه یا اتخاذ أخدان گونه‌ای از ده ازدواج مرسوم در دورهٔ نامدار به عصر جاهلیت عرب بود که در آن مرد یا زن به‌طور پنهانی، دوستی برای خود برمی‌گزید و با او آمیزش می‌کرد. هرگاه فرزندی زاده می‌شد، زن اعلام می‌کرد که آن فرزند برای فلان مرد است. در قرآن از این کسان به لفظِ جمع تعبیر شده – دوستان و نه یک دوست – و محدود به افراد دارای همسر است بنابراین برخی نکاح مخادنه را گونه‌ای از ازدواج گروهی رَهط فرض کرده‌اند با این تفاوت که علنی نیست:

## در قرآن
در دو آیه از قرآن به نکاح مخادنه اشاره شده که هردو دربارهٔ افراد همسردار است:

### آیهٔ ۲۵سورهٔ نسا

#### متن عربی
وَمَنْ لَمْ يَسْتَطِعْ مِنْكُمْ طَوْلًا أَنْ يَنْكِحَ الْمُحْصَنَاتِ الْمُؤْمِنَاتِ فَمِنْ مَا مَلَكَتْ أَيْمَانُكُمْ مِنْ فَتَيَاتِكُمُ الْمُؤْمِنَاتِ ۚ وَاللَّهُ أَعْلَمُ بِإِيمَانِكُمْ ۚ بَعْضُكُمْ مِنْ بَعْضٍ ۚ فَانْكِحُوهُنَّ بِإِذْنِ أَهْلِهِنَّ وَآتُوهُنَّ أُجُورَهُنَّ بِالْمَعْرُوفِ مُحْصَنَاتٍ غَيْرَ مُسَافِحَاتٍ وَلَا مُتَّخِذَاتِ أَخْدَانٍ ۚ فَإِذَا أُحْصِنَّ فَإِنْ أَتَيْنَ بِفَاحِشَةٍ فَعَلَيْهِنَّ نِصْفُ مَا عَلَى الْمُحْصَنَاتِ مِنَ الْعَذَابِ ۚ ذَٰلِكَ لِمَنْ خَشِيَ الْعَنَتَ مِنْكُمْ ۚ وَأَنْ تَصْبِرُوا خَيْرٌ لَكُمْ ۗ وَاللَّهُ غَفُورٌ رَحِيمٌ

#### برگردان فارسی
و هر کس از شما توانایی فراخی ندارد تا با زنانِ مُحصَن (کناره‌جو) و مؤمن نکاح کند پس از آنچه دست‌هایتان دارا شد از جوانانِ [کنیزِ] مؤمن [نکاح کند] و خدا به ایمانِ یکایک شما داناتر است. پس نکاح کنید آن زنان را با اذنِ خانوادهٔ آن‌ها و اجرت‌های (مهریه) آن زنان را به پسندیدگی بدهید در حالی که از بدکاران و گیرندگانِ دوستانِ پنهان نباشند. پس هنگامی که [کنیزان] کناره‌جوی شوهردار شدند اگر فحشایی انجام دهند، بر ایشان است نیمی از کیفر آنچه بر زنان کناره‌جوی [آزاد] است. این [نکاح با کنیزان] برای کسی از شماست که از آزردگی [بی‌هم‌بالینی] بیم داشته باشد و اگر شکیبایی کنید برایتان بهتر است و خدا آمرزندهٔ مهربان است.

### آیهٔ ۵سورهٔ مائده

#### متن عربی
الْیَوْمَ أُحِلَّ لَکُمُ الطَّیِّبَاتُ ۖ وَطَعَامُ الَّذِینَ أُوتُوا الْکِتَابَ حِلٌّ لَکُمْ وَطَعَامُکُمْ حِلٌّ لَهُمْ ۖ وَالْمُحْصَنَاتُ مِنَ الْمُؤْمِنَاتِ وَالْمُحْصَنَاتُ مِنَ الَّذِینَ أُوتُوا الْکِتَابَ مِنْ قَبْلِکُمْ إِذَا آتَیْتُمُوهُنَّ أُجُورَهُنَّ مُحْصِنِینَ غَیْرَ مُسَافِحِینَ وَلَا مُتَّخِذِی أَخْدَانٍ…

#### برگردان فارسی
امروز برایتان پاکیزه‌سرشت‌ها و خوراکیِ کسانی که به آنان کتاب داده شد حلال گشت. برایتان حلال است و نیز خوراکی شما برای آنان حلال است و نیز زنان مُحصَن (کناره‌جو) از زنان مؤمن و زنان کناره‌جو از کسانی که پیش از شما به آنان کتاب داده شد [بر شما حلال است به شرط اینکه] اجرت‌هایشان (مهریه) را بدهید و کناره‌جویان باشید نه بدکاران و نه گیرندهٔ دوستان پنهان…